# عودة رياح الشمال (فلم 1992)
عودة رياح الشمال (بالإنجليزية: The Legend of the North Wind) و (بالإسبانية:La leyenda del viento del Norte) فيلم كرتون أسباني أنتج عام 1992 ويحكي صراع الخير والشر بين البحارة، تمت دبلجة المسلسل للغة العربية بواسطة مركز الزهرة وعرض لأول على قناة سبيس تون في عام 2000.

## روابط خارجية
- مقالات تستعمل روابط فنية بلا صلة مع ويكي بيانات

لا توجد روابط لمواقع التواصل الاجتماعي.